# Siva vrana
Siva vrana (lat. Corvus cornix) je vrsta vrane, dugo smatrana podvrstom crne vrane. Od 2002. smatra se odvojenom vrstom.
Živi na sjeverozapadu Škotske, Irskoj, otoku Man i istočnoj Europi. Ova podvrsta nastanjuje i Hrvatsku. 
Gnijezdi se u kultiviranom zemljištu često, ali u pojedinačnim parovima. Prepoznatljiva je po crnom perju na glavi, repu i krilima te sivom perju koje prekriva trup. Mužjak je po pravilu veći te posjeduje ispupčenu kloaku prekrivenu gustim perjem, dok je u ženke kloaka zavijena u obliku slova U. Ponašanjem je slična crnoj vrani, drugoj podvrsti navedene vrste, s kojom se često udružuje. Let dosta nemaran i lijen, zamasi krila postojani i sasvim plitki. Leti pojedinačno ili u rijetkoj formaciji. Sive vrane sjeveroistočne Europe zimi posjećuju istočnu obalu Britanije, uglavnom od listopada do travnja. Ponašanje i glasanje kao crna vrana. Vrlo je inteligentna vrsta, sposobna obavljanja kompleksnih zadataka te nadmudrivanja grabežljivca ili plijena u divljini. Hrani se sjemenkama, sitnim plodovima, jajima i mladuncima drugih ptica, strvinama, također često lovi miševe, guštere, zmije i druge sitne životinje. U naseljenim mjestima često koriste ljudski otpad kao izvor hrane.

## Drugi projekti
|  | Zajednički poslužitelj ima stranicu o temi Siva vrana |
|  | Wikivrste imaju podatke o taksonu Sivoj vrani         |